# Parasznya
Parasznya ist eine ungarische Gemeinde im Kreis Miskolc im Komitat Borsod-Abaúj-Zemplén.

## Geografische Lage
Parasznya liegt in Nordungarn, 23 Kilometer nordwestlich des Komitatssitzes und der Kreisstadt Miskolc. Nachbargemeinden sind Kondó, Radostyán, Sajólászlófalva und Varbó. Die nächste Stadt Sajószentpéter liegt 10 Kilometer nordöstlich von Parasznya.

## Geschichte
Im Jahr 1913 gab es in der damaligen Kleingemeinde 149 Häuser und 896 Einwohner auf einer Fläche von 2912 Katastraljochen. Sie gehörte zu dieser Zeit zum Bezirk Sajószentpéter im Komitat Borsod.

## Gemeindepartnerschaften
- Goczałkowice-Zdrój, Polen
- Šindliar, Slowakei

## Sehenswürdigkeiten
- Gábor-Baross-Gedenktafel und Büste
- Reformierte Kirche, erbaut 1785–1786
- Weltkriegsdenkmal

## Verkehr
Durch Parasznya verläuft die Landstraße Nr. 2517. Der nächstgelegene Bahnhof befindet sich in Sajószentpéter.